# Jayavarman III
Jayavarman III là một trong những vị vua của Đế quốc Khmer. Ông là con trai của Jayavarman II. Ghi chép lịch sử về thời kỳ này mang tính chắp vá và người ta ít biết về vị vua này ngoại trừ việc ông thích săn voi. Có một số tranh cãi về năm trị vì của ông. Tuy nhiên, một số nguồn cho rằng ông trị vì từ năm 928 đến năm 941.